# Oest-Omtsjoeg
Oest-Omtsjoeg (Russisch: Усть-Омчуг) is een nederzetting met stedelijk karakter in de Russische oblast Magadan op 271 kilometer ten noordwesten van de stad Magadan (over de Kolymatrakt) aan de rivier de Omtsjoeg (stroomgebied van de Kolyma). Het is het bestuurlijk centrum van het district Tenkinski. De bevolking is tussen 1989 en 2002 gedaald van 11.343 naar 4.867 inwoners.

## Geschiedenis
De plaats ontstond ergens in 1936, toen de Kolymatrakt de plaats bereikte, die in een gebied lag dat verder nog volledig onbewoond was door Russen.
Oest-Omtsjoeg werd officieel gesticht als plaats en bestuurlijk centrum van het district Tenkinski in 1939, toen er reeds 12.000 mensen woonden, voornamelijk Goelagdwangarbeiders, die werkzaam waren in de goudmijnbouw. Daarnaast waren er toen goudzoekbedrijven, een autogarage, een bouwbedrijf, de sovchoz Tenkinski, wegenbouwers en een handelskantoor actief in de plaats.
Van 1949 tot 1956 bevond zich hier een van de kampen van de Tenlag (voortgekomen uit de Sevvostlag) van de Dalstroj. In 1976 werd het eerste ontwikkelingsplan voor de plaats ontworpen, gericht op het tekort aan huizen en het verbeteren van de sociaal-economische situatie. Er kwam toen ook een hotel in de plaats en er werd begonnen met de bouw van een appartementencomplex, waarvan de ruïnes zich nu nog bij de plaats bevinden. In de jaren 90 stortte de mijnbouw in, gingen alle plaatsvormende ondernemingen failliet en verloor de plaats meer dan de helft van haar bevolking.

## Economie
De economische activiteiten zijn over de jaren niet veel veranderd; er bevindt zich een mijnbouwbedrijf (delving en verwerking van ertsen), een reparatiebedrijf voor mijnbouwapparatuur, een bosbouwbedrijf en een kippen-sovchoz.

## Boetoegytsjag
Ten westen van de plaats ligt een zeer beruchte mijn, waarbij het Goelagkampsysteem Boetoegytsjag was gelegen van 1937 tot 1955. Van oorsprong was het vooral een tinmijn, maar vanaf het einde van de jaren 40 werd er ook ruwe uranium (eerste uraniummijn van Rusland), wolfraam of molybdeen gewonnen. Het aantal doden onder de gevangenen is onbekend, daar alle gegevens over het kamp werden vernietigd in de jaren 50, maar lag vermoedelijk zeer hoog: alleen de sterkste gevangenen werden erheen gestuurd en de veel gevangenen stierven binnen enkele maanden (het kamp stond onder gevangenen bekend als de "Vallei des Doods"). De plaats is zwaar radioactief vervuild en tot verboden gebied verklaard.